# Samostan Arkadiu
Samostan Arkadiu (grško Μονή Αρκαδίου) je vzhodnopravoslavni samostan, ki stoji na rodovitni planoti 23 km jugovzhodno od Retimnona na otoku Kreta v Grčiji.
Trenutni katolikon (cerkev) sega v 16. stoletje in kaže renesančni vpliv. Ta vpliv je viden v njegovi arhitekturi, ki prepleta rimske in baročne elemente. Že v 16. stoletju je bil samostan prostor znanosti in umetnosti, imel je šolo in bogato knjižnico. Samostan je dobro utrjen, obdan z debelim in visokim obzidjem.
Samostan je igral aktivno vlogo v odporu proti osmanski vladavini med kretskim uporom leta 1866. 943 Grkov, večinoma žensk in otrok, je poiskalo zatočišče v samostanu. Po treh dneh bitke in po ukazu igumana (opata) samostana so Kretčani razstrelili sode smodnika in se raje odločili za žrtvovanje kot za predajo.
Samostan je postal nacionalno svetišče v čast kretskega upora. 8. november je dan spominskih slovesnosti v Arkadiju in Retimnu. Eksplozija ni končala kretske vstaje, je pa pritegnila pozornost preostalega sveta.

## Topografija
Samostan Arkadi je v regionalni enoti Retimno, 25 km jugovzhodno od Retimna. Samostan stoji na pravokotni planoti na severozahodni strani gore Ida, na nadmorski višini 500 m. Arkadijska regija je rodovitna in ima vinograde, oljčne nasade ter gozdove borovcev, hrastov in cipres. Planota, na kateri stoji samostan, je obdana s hribi. Zahodna stran planote se naglo prekine in razpade v soteske. Soteske se začnejo pri Tabakariji in vodijo do Stavromenosa, vzhodno od Retimna. Arkadijske soteske imajo bogato raznolikost rastlin in avtohtonih divjih cvetov.
Območje, na katerem stoji samostan, se je prvič razvilo v antiki. Zaradi prisotnosti gore Ida, ki je sveta gora, ker je bila legendarno dom Zevsa v otroštvu, je območje postalo privlačno za zgodnje naseljence. Pet km severovzhodneje je mesto Elefterna svoj kulturni vrhunec doseglo v času Homerja in v klasični antiki, vendar je bil njegov vpliv čutiti tudi v zgodnjem krščanskem in bizantinskem obdobju.
Najbližja vas samostanu je Amnatos, ki je 3 km severno. Vasi, ki obdajajo Arkadi, so bogate z bizantinskimi relikvijami, ki dokazujejo zgodnje bogastvo regije. Samostan Moni Arseniou, ki je nekaj kilometrov severno od Arkadija, je bil tudi primer velikih kretskih samostanov.
Samostan Arkadi je v obliki skoraj pravokotnega paralelograma. Notranjost spominja na trdnjavo in je dolg na severni steni 78,5 metra, na južni steni 73,5 metra, na vzhodni steni 71,8 metra in na zahodni steni 67 metrov. Skupna površina samostana je 5200 m2.

## Zgodovina

### Ustanovitev
Točen datum ustanovitve samostana ni natančno znan. Po izročilu ustanovitev samostana včasih pripisujejo bizantinskemu cesarju Herakliju, včasih pa cesarju Arkadiju v 5. stoletju. In po eni različici je samostan dobil ime po imenu cesarja. Vendar pa je na Kreti običajno, da so samostani poimenovani po menihu, ki je ustanovil stavbo, kar podpira teorijo, da je Arkadi morda ustanovil menih po imenu Arkadios. Drugi taki samostani so Vrontisiou, Arsiniou in Aretiou.
Po mnenju Josepha Pittona de Tourneforta je bil samostan zgrajen na mestu starodavnega mesta Arkadija. Legenda pripoveduje, da so po uničenju Arkadije vsi izviri in vodnjaki prenehali teči, dokler ni bilo zgrajeno novo mesto. Vendar pa je leta 1837 Robert Pashley našel dokaze, ki kažejo, da je bilo nemogoče, da bi bil samostan zgrajen na ruševinah starega mesta, zato je ta ideja izgubila verodostojnost.
Leta 1951 je profesor K. Kalokyris objavil napis iz 14. stoletja in potrdil hipotezo, da je bil v tem obdobju svetemu Konstantinu posvečen samostan. Napis je bil na zatrepu cerkve, ki je nastala pred sedanjo, nad vhodnimi vrati. Pisalo je:
Cerkev z imenom Arkadi je posvečena svetemu Konstantinu.

### Obnove
Proti koncu 16. stoletja je bil samostan predmet obnovitev in preoblikovanj, ki sta jih večinoma vodila Klimis in Vissarion Chortatzis, nedvomno iz družine Hortatzis iz Retimna (ime, povezano s kretsko renesanso) in Georgios Chortatzis, avtor knjige Erofili. Klimis Hortatzis je bil iguman opatije in leta 1573 je samostan naredil za cenobit.
Nadziral je gradnjo cerkve, ki je trajala petindvajset let in naj bi se začela leta 1562. Leta 1586 so zgradili fasado stavbe in obe ladji. Tudi napis na dnu ure sega v leto 1587. Ta napis je naslednji:
ΑΦ ΚΛΜΧΤΖ ΠΖ  (15 Klimis Chortatzis 87)
Klimis Chortatzis je verjetno umrl kmalu po dokončanju in se ni mogel udeležiti otvoritve nove cerkve, ki je bila nekje med letoma 1590 in 1596. To je znano po pismu aleksandrijskega patriarha Mélétiosa Pigasa, v katerem je zapisal, da je bila slovesnost inavguracije zaupana Klimisovemu nasledniku, igumanu Mitrofanisu Tsyrigosu. Čeprav to pismo ni datirano, ga lahko postavimo med leto 1590, ko je bil Mélétios Pigas posvečen za patriarha, in leto 1596, ko je iguman Nikefor nasledil Cigirosa.
V obdobju prvih treh igumanov in vse do začetka 17. stoletja je samostan Arkadi še naprej gospodarsko in kulturno cvetel. Samostan je postal veliko središče za prepisovanje rokopisov, in čeprav so večino izgubili med osmanskim uničenjem stavbe leta 1866, so nekateri preživeli v tujih knjižnicah. Samostan je rasel, leta 1610 so zgradili hlev in leta 1670 refektorij.

### Osmansko obdobje
Leta 1645 je Osmansko cesarstvo začelo svojo kampanjo za osvojitev Krete. Spomladi 1648 so nadzorovali večji del otoka, z izjemo Irakliona, Gramvouse, Spinalonge in Sude, ki so ostali pod beneško oblastjo.
Po zavzetju Retimna leta 1648 so Osmani izropali samostan. Menihi in iguman Simon Halkiopoulos so se zatekli v samostan Vrontisi. Vrnitev so jim dovolili, potem ko so prisegli zvestobo Husein paši, ki jim je dal tudi pravico zvonjenja samostanskega zvona. Samostan Arkadi je tako postal Çanlı Manastır (samostan, v katerem zvoni v turščini). Ferman je dovolil obnovo porušenih samostanov po prvotnih načrtih, brez sprememb. Arkadi je imel koristi, vendar je zlorabil svoje pravice z dodajanjem novih stavb.
V osmanskem obdobju je samostan še naprej uspeval, kar je prikazano v pisanju Josepha Pittona de Tourneforta. Za popotnika je bil Arkadi najbogatejši in najlepši samostan na Kreti. V samostanu je živelo 100 menihov in 200 drugih, ki so živeli v okolici. Ozemlje samostana je segalo severno od morja in vzhodno od Retimna do vrha gore Ida na jugu. Ta zemljišča so samostanu omogočala, da se je preživljal s kmetijstvom.
Tournefort beleži »400 mernikov olja«, proizvedenega vsako leto, številka, ki bi se podvojila, če samostan slabših oljk ne bi dajal v dobrodelne namene. Ponaša tudi s samostanskimi kletmi, ki so imele najmanj 200 sodov, označenih z imenom igumana, ki jih je vsako leto z molitvijo blagoslovil. Vino, pridelano v Arkadiju, je bilo dobro znano. To vino se je imenovalo Malvoisie in je dobilo ime po mestu blizu Irakliona. Franz Wilhelm Sieber se je v času, ko je bil v samostanu, spomnil igumanove kleti in pripisal izdelavo vina odličnemu grozdju, vzgojenemu na visoki nadmorski višini, vendar da ni bilo pridelano kot Malvoisie.
V začetku 17. stoletja je samostan propadel. Sieber, ki se je tam ustavil skoraj stoletje po Tournefortu in Pocockeju, je pustil manj laskav opis. V času, ko ga je Nemec obiskal, je imel samostan le osem duhovnikov in dvanajst menihov. Kmetovanje se je nadaljevalo, vendar je imel samostan dolgove. Spomnil se je igumana, ki je moral pogosto v Retimno, da bi dobil sredstva za plačilo računov.
Sieber je knjižnico samostana opisal kot bogato z več kot tisoč besedili, vključno z verskimi besedili ter besedili Pindarja, Petrarke, Vergilija, Danteja, Homerja, Strabona, Tukidida in Diodora Sicilskega. Toda popotnik je omenil njihovo žalostno stanje in pripomnil, da še nikoli ni videl knjig v tako slabem stanju in da je nemogoče ločiti Aristofanova dela od Evripidovih.
Leta 1822 je skupina turških vojakov, ki jih je vodil Getimalis (Yetim Ali), zavzela Arkadi in ga oropala. Civilisti Amarija so se zbrali, da bi načrtovali, kako ponovno zavzeti samostan in izgnati Getimalisa in njegove čete.
Druga različica pripoveduje o nekem Anthonyju Melidonosu, sfakijcu iz Male Azije, ki je prišel na otok na čelu skupine grških prostovoljcev iz Male Azije, da bi podprl prizadevanja Krečanov v vojni za grško neodvisnost. S 700 vojaki se je podal po otoku od zahoda proti vzhodu. Po plenjenju samostana je spremenil svojo pot in namesto tega odšel k Arkadiju. Ko so prispeli ponoči, so njegove čete preplezale zidove stavbe in zažgale samostan. Skočil je na Getimalisa, ki je pil, ga zgrabil in pred sobo vrgel na tla. Bil je na tem, da ga ubije, ko je Getimalis trdil, da se bo spreobrnil v krščanstvo. Takoj je prišlo do krsta in novo spreobrnjenec je smel oditi na svobodo.
Turški in grški dokumenti omenjajo zmogljivost samostana za pridelavo dovolj hrane za prebivalce regije in za skrivanje ubežnikov pred turškimi oblastmi. Samostan je skrbel tudi za izobraževanje lokalnega krščanskega prebivalstva. Od leta 1833 do 1840 je samostan vložil 700 turških piastrov v šole v regiji.

### Kretski upor leta 1866

#### Okoliščine
Do sredine 19. stoletja so Osmani zasedli Kreto za več kot dve stoletji, kljub pogostim krvavim uporom kretskih upornikov. Medtem ko so se Krečani med vojno za grško neodvisnost uprli osmanski okupaciji, je Londonski protokol iz leta 1830 narekoval, da otok ne more biti del nove grške države.
30. marca 1856 je pariška pogodba zavezovala sultana k uporabi Hatt-i humayun (edikt iz leta 1856), ki je kristjanom in muslimanom zagotavljala državljansko in versko enakost. Osmanske oblasti na Kreti niso bile pripravljene izvesti nobene reforme. K nezadovoljstvu je prispeval tudi institut novih davkov in policijske ure. Končno jim je cesarski odlok 7. julija 1858 zagotovil privilegije v verskih, sodnih in finančnih zadevah. Eden od glavnih motivov za upor leta 1866 je bila kršitev Hatt-i humayuna.
Drugi vzrok za vstajo leta 1866 je bilo vmešavanje Ismail Paše v notranji spor glede organizacije kretskih samostanov. Več laikov je predlagalo, naj samostansko blago preide pod nadzor sveta starešin in naj se ga uporabi za ustanovitev šol, vendar so jim škofje nasprotovali. Ismail Paša je posredoval in določil več ljudi, ki so odločali o temi, in razveljavil izvolitev 'nezaželenih' članov, zaprl člane odbora, ki so bili obtoženi, da so šli v Konstantinopel, ker so temo predstavili patriarhu. Ta intervencija je sprožila burne reakcije krščanskega prebivalstva Krete.
Spomladi 1866 so bili shodi v več vaseh. 14. maja je potekal zbor v samostanu Agia Kiriaki v Boutsounaria blizu Hanije. Poslali so peticijo sultanu in konzulom velikih sil v Haniji. V času prvih sestankov revolucionarnih komitejev so bili predstavniki izvoljeni po provincah, predstavnik regije Retimno pa je bil iguman Arkadija Gabriel Marinakis.
Ob razglasitvi teh nominacij je Ismail Paša igumanu poslal sporočilo preko retimnskega škofa Kallinikosa Nikoletakisa. Pismo je od igumana zahtevalo, naj razpusti revolucionarno skupščino, sicer bodo samostan uničile osmanske čete. Meseca julija 1866 je Ismail Paša poslal svojo vojsko, da ujame upornike, vendar so člani odbora pobegnili, preden so prišle njegove čete. Turki so ponovno odšli, potem ko so uničili ikone in druge sakralne predmete, ki so jih našli v samostanu.
Septembra je Ismail paša igumanu poslal novo grožnjo z uničenjem samostana, če zbor ne bo popustil. Zbor je sklenil uvesti sistem obrambe samostana. 24. septembra je Panos Koronaios prispel na Kreto in pristal na Baliju. Odkorakal je v Arkadi, kjer so ga postavili za vrhovnega poveljnika upora v regiji Retimno. Karierni vojak je verjel, da samostana ni mogoče braniti. Iguman in menihi se niso strinjali in Koronaj jim je popustil, vendar je svetoval uničenje hlevov, da jih Turki ne bi mogli uporabiti. Ta načrt je bil prezrt. Ko je imenoval Ioannisa Dimakopoulosa na mesto poveljnika samostanske garnizije, je Koronaios odšel. Ob njegovem odhodu so se v samostan zatekli številni domačini, večinoma ženske in otroci, ki so prinesli svoje dragocenosti v upanju, da jih bodo rešili pred Turki. Do 7. novembra 1866 je bilo v samostanu zavetja 964 ljudi: 325 moških, od tega 259 oboroženih, ostale ženske in otroci.

#### Prihod Osmanov
Od zmage čet Mustafe Paše sredi oktobra pri Vafesu je bila večina turške vojske nameščena v Apokoronasu in je bila še posebej koncentrirana v trdnjavah okoli zaliva Souda. Samostan se ni hotel predati, zato je Mustafa Paša s svojimi četami krenil proti Arkadiju. Najprej je ustavil in oplenil vas Episkopi. Iz Episkopa je Mustafa poslal novo pismo revolucionarnemu odboru v Arkadiju, v katerem jim je naročil, naj se predajo, in jih obvestil, da bo v naslednjih dneh prispel v samostan. Osmanska vojska se je nato obrnila proti Roustiki, kjer je Mustafa prenočil v samostanu preroka Elieja, medtem ko je njegova vojska taborila v vaseh Roustika in Agios Konstantinos. Mustafa je 5. novembra prispel v Retimno, kjer se je srečal s turškimi in egipčanskimi okrepitvami. Osmanske čete so prispele do samostana v noči s 7. na 8. november. Mustafa je, čeprav je spremljal svoje čete do relativno blizu mesta, s svojim štabom utaboril v vasi Messi.

#### Napad
Zjutraj 8. novembra je vojska 15.000 Osmanov in 30 topov, ki jih je vodil Sulejman, prispela na hribe samostana, medtem ko je Mustafa Paša čakal v Messiju. Sulejman, nameščen na hribu Kore severno od samostana, je poslal zadnjo zahtevo za predajo. V odgovor je prejel samo streljanje.
Napad so začeli Osmani. Njihov glavni cilj so bila glavna vrata samostana na zahodni strani. Bitka je trajala ves dan, ne da bi se Osmani vdrli v stavbo. Vrata so bila že od začetka zabarikadirana in bi jih bilo težko zavzeti. Krečani so bili razmeroma zaščiteni z obzidjem samostana, medtem ko so Osmani, ranljivi za strele upornikov, utrpeli številne izgube. Sedem Krečanov je zavzelo svoj položaj v mlinu na veter samostana. To stavbo so hitro zavzeli Osmani, ki so jo zažgali in pobili kretske bojevnike v njej.
Bitka se je ustavila z mrakom. Osmani so prejeli dva težka topova iz Retimna, enega, ki se je imenoval Koutsahila. Namestili so jih v hleve. Na strani upornikov se je vojni svet odločil zaprositi za pomoč Panosa Koronaiosa in druge kretske voditelje v Amariju. Dva Krečana sta po vrveh odšla skozi okna in preoblečena v Turka prečkala otomanske črte. Glasniki so se pozneje ponoči vrnili z novicami, da je zdaj nemogoče pravočasno prispeti okrepitve, ker so Osmani blokirali vse dostopne ceste.
Boji so se znova začeli 9. novembra zvečer. Topovi so razbili vrata in Turki so se prebili v stavbo. Istočasno je Krečanom zmanjkovalo streliva in mnogi med njimi so se bili prisiljeni boriti le z bajoneti ali drugimi ostrimi predmeti. Turki so bili v prednosti.

#### Uničenje
Ženske in otroci v samostanu so se skrivali v smodnišnici. Zadnji kretski borci so bili dokončno poraženi in so se skrili v samostan. Šestintrideset upornikov je našlo zatočišče v refektoriju, blizu streliva. Osmani so jih odkrili in vdrli v vrata, zato so jih pobili.
V smodnišnici, kjer se je skrivala večina žensk in otrok, je Konstantinos Giaboudakis zbral ljudi, ki so se skrivali v sosednjih sobah. Ko so Turki prispeli do vrat smodnišnice, je Giaboudakis zažgal sode s smodnikom in nastala eksplozija je povzročila številne turške smrti.
V drugem prostoru samostana, kjer je bilo enako število sodov smodnika, so uporniki naredili enako gesto. A smodnik je bil vlažen in je razneslo le delno, tako da je uničil le del severozahodne stene prostora.
Od 964 ljudi, ki so bili prisotni na začetku napada, jih je bilo 846 ubitih v boju ali v trenutku eksplozije. 114 moških in žensk je bilo ujetih, trije ali štirje pa so uspeli pobegniti, vključno z enim od glasnikov, ki je šel po okrepitev. Med žrtvami je bil tudi iguman Gabriel. Tradicija pravi, da je bil med tistimi, ki jih je ubila eksplozija sodov s smodnikom, vendar je bolj verjetno, da je bil ubit prvi dan boja. Turške izgube so ocenili na 1500. Njihova trupla so pokopali brez spomenikov, nekatere pa so vrgli v sosednje soteske. Posmrtni ostanki številnih kretskih kristjanov so bili zbrani in postavljeni v mlin na veter, iz katerega so naredili relikviarij v čast branilcem Arkadija. Med osmanskimi vojaki so na hribih pred samostanom našli skupino koptskih Egipčanov. Ti kristjani niso hoteli ubiti drugih kristjanov. Usmrtili so jih osmanski vojaki, njihove zaboje s strelivom pa pustili za sabo.
114 preživelih je bilo ujetih in prepeljanih v Retimno, kjer so bili podvrženi številnim ponižanjem s strani častnikov, odgovornih za njihov prevoz, pa tudi s strani muslimanskega prebivalstva, ki je prišlo, da bi ob vstopu v mesto metalo kamenje in žalili. Žene in otroke so za teden dni zaprli v cerkev Marijine predstavitve. Moški so bili eno leto zaprti v težkih razmerah. Ruski konzulat je moral posredovati, da je od Mustafe Paše zahteval vzdrževanje osnovnih higienskih pogojev in zapornikom priskrbel oblačila. Po enem letu so zapornike izpustili.
- Konstantinos Giaboudakis pripravlja sode s smodnikom
- Eksplozija smodnišnice
- Konstantinos Giaboudakis

#### Mednarodna reakcija
Osmani so prevzem Arkadija smatrali za veliko zmago in so jo proslavili s topovskim streljanjem. Vendar so dogodki v Arkadiju sprožili ogorčenje med Krečani, pa tudi v Grčiji in preostalem svetu. Tragedija v Arkadiju je obrnila svetovno mnenje o konfliktu. Dogodek je spomnil na tretje obleganje Missolonghija in številni filhelenisti sveta so bili naklonjeni Kreti. Na otok so prispeli prostovoljci iz Srbije, Madžarske in Italije. Gustave Glourens, učitelj na Collège de France, se je prijavil in prispel na Kreto do konca leta 1866. Oblikoval je majhno skupino filhelenistov s tremi drugimi Francozi, Angležem, Američanom, Italijanom in Madžarom. Ta skupina je izdala brošuro o vprašanju Orienta in kretske renesanse, stopila v stik s francoskimi politiki in organizirala konference v Franciji in Atenah. Krečani so ga imenovali za namestnika na zboru, vendar je položaj zavrnil.
Giuseppe Garibaldi je v svojih pismih hvalil patriotizem Krečanov in njihovo željo po neodvisnosti. Številni Garibaldijci, ki jih je vodil goreč filhelenizem, so prišli na Kreto in sodelovali v več bitkah. Pisma Victorja Hugoja so bila objavljena v tržaškem časopisu Kleio, kar je prispevalo k svetovnemu odzivu. Pisma so spodbudila Krečane in jim sporočila, da bo njihova stvar uspela. Poudaril je, da se drama Arkadija ne razlikuje od uničenja Psare in tretjega obleganja Missolonghija. Opisal je tragedijo:
Ko pišem te vrstice, ubogam ukaz od zgoraj; ukaz, ki prihaja iz agonije.
[...]

Človek pozna to besedo Arkadian, a komajda razume, kaj pomeni. In tukaj je nekaj natančnih podrobnosti, ki so bile zanemarjene. V Arkadiji, samostanu na gori Idi, ki ga je ustanovil Heraklij, je šest tisoč Turkov napadlo sto sedemindevetdeset moških in tristo triinštirideset žensk in tudi otrok. Turki so imeli šestindvajset topov in dve havbici, Grki dvesto štirideset pušk. Bitka je trajala dva dni in dve noči; v samostanu so našli tisoč dvesto lukenj od topovskega strela; ena stena se je zrušila, Turki so vstopili, Grki so nadaljevali boj, sto petdeset pušk je bilo spuščenih, pa še šest ur je trajal boj v celicah in na stopniščih, na koncu pa je bilo na dvorišču dva tisoč trupel. Končno je bil zadnji odpor prebit; množice Turkov so samostan zavzele. Ostala je le ena zabarikadirana soba, v kateri je bil prah, in v tej sobi, poleg oltarja, sredi skupine otrok in mater, osemdesetletni mož, duhovnik, iguman Gabriel, v molitvi ... vrata, udarjena s sekirami, so popustila in padla. Starec je postavil svečo na oltar, pogledal otroke in žene in prižgal smodnik ter jim prizanesel. Strašna intervencija, eksplozija, je rešila poražence ... in ta junaški samostan, ki so ga branili kot trdnjavo, je končal kot vulkan.
Ker niso našli potrebne rešitve pri velikih evropskih silah, so Krečani poiskali pomoč pri ZDA. V tem času so Američani poskušali vzpostaviti prisotnost v Sredozemlju in izkazali podporo Kreti. Odnos se je okrepil, ko so iskali pristanišče v Sredozemlju in so med drugim razmišljali o nakupu otoka Milo ali Port Island. Ameriška javnost je bila naklonjena. Ameriški filheleni so prispeli, da bi zagovarjali zamisel o neodvisnosti Krete in leta 1868 je bilo v predstavniškem domu obravnavano vprašanje priznanja neodvisne Krete, vendar je bilo z glasovanjem odločeno, da sledi politiki nevmešavanje v osmanske zadeve.

## Arhitektura

### Obzidje in vrata
Obzidje samostana tvori skoraj pravokoten štirikotnik in obdaja površino 5200 m². Občutek trdnjave je podkrepljen z vdolbinami, ki so na zgornjem delu zahodne stene ter na južni in vzhodni fasadi. Poleg tega je širina zunanjega vzhodnega zidu 1,20 metra.
Znotraj obzidja so stavbe, kot so igumanova hiša, meniške celice, refektorij, skladišča, smodnišnica in hospic.
Samostan ima dvoje glavnih vrat: ena na zahodni in ena na vzhodni strani stavbe. Vstop je bil mogoč tudi skozi manjša vrata: ena na jugozahodni, dvoja na severni in zadnja na zahodni fasadi.
Glavna vrata samostana so na zahodni fasadi obzidja. Ta vrata se imenujejo Rethemniotiki ali Haniotiki, po svoji usmerjenosti proti tema dvema mestoma. Prvotna vrata je leta 1693 zgradil iguman Neofitos Drosas. Rokopis v samostanu opisuje prvotna vrata, ki so bila uničena leta 1866 med turškim napadom. Iz kvadratnih kamnov sta bili dve okni, okrašeni s piramidastimi zatrepi in uokvirjeni z rebrastimi stebri, okrašenimi z levi. Na pedimentu je bil napis, ki se je glasil:
»Gospod, čuvaj duha svojega služabnika, igumana Neofita Drosasa, in vseh naših krščanskih bratov.«
Sedanja vrata so bila zgrajena leta 1870. Ohranjena je bila splošna oblika nekdanjih vrat z dvema oknoma v nivoju, uokvirjena z dvema stebroma. Toda napis v čast igumanu Drosasu, levi in pedimenti niso bili obnovljeni.
Na vzhodni fasadi obzidja so druga vrata v samostan. Vrata, obrnjena proti Iraklionu, se imenujejo Kastrini, po Kastru. Tako kot zahodna vrata so bila prvotna vrata uničena leta 1866 in ponovno zgrajena leta 1870.

### Cerkev
Cerkev je dvoladijska bazilika; severna ladja je posvečena Kristusovemu spremenjenju, južna pa svetemu Konstantinu in sveti Heleni. Sveta Helena stoji v središču in nekoliko južneje od samostana. Glede na napis, vgraviran na sprednji strani ure, je cerkev leta 1587 ustanovil Klimis Hortatsis. Na arhitekturo stavbe je močno vplivala renesančna umetnost, saj je bila cerkev zgrajena v obdobju, ko je bila Kreta kolonija Beneške republike.
V manjšem delu pročelja cerkve, zgrajenega s kvadratnimi bloki pravilne opeke, so glavni element štirje pari korintskih stebrov. Čeprav obstaja klasično antični vpliv, so stebri sami, postavljeni na dvignjene podstavke, gotski. Med vsakim parom stebrov je lok. Dva loka na koncih fasade podpirata vrata in krožno odprtino, okrašeno s palmovimi listi na obodu. Obok v središču fasade je gladek.
Na višjem delu fasade, nad stebri, je niz okrasnih in elipsastih odprtin, ki so po obodu prav tako okrašene s palmovimi listi. Ura je v središču in na obeh koncih sta gotska obeliska. Primerjave fasade samostana z deli italijanskih arhitektov Sebastiana Serlia in Andree Palladia kažejo, da se je arhitekt cerkve verjetno zgledoval po njih.
Leta 1645 so cerkev poškodovali roparji, ki so uničili oltar. Dolgo pred zavzetjem samostana s strani Turkov leta 1866 je bila cerkev požgana, ikone pa popolnoma uničene. Pred ognjenimi zublji so rešili le križ, dva lesena angela in odlomek Kristusovega vstajenja. Uničene so bile tudi apside cerkve.
Sedanji ikonostas v cemprinu je bil postavljen leta 1902. Od leta 1924 do 1927 so se na pobudo nadškofa Timoteja Venerisa začela dela za utrjevanje in obnovo apsid in ure. Plošče v notranjosti stavbe so bile v celoti zamenjane leta 1933.
- Zahodni zid samostana
- Pogled na zahodna vrata iz notranjosti samostana
- Cerkev
- Apsida cerkve
- Ikonostas

### Smodnišnica
Pred letom 1866 je bila smodnišnica v južnem delu notranjosti. Malo pred turškim napadom in v strahu, da bi vanjo zlahka vdrli in samostan razstrelili, so strelivo prenesli v klet, ki je bila približno 75 centimetrov nižje od mesta, kjer je bilo prvotno postavljeno, kar je bilo bolj varno. Smodnišnica je podolgovata obokana stavba. Dolga je 21 metrov in široka 5,4 metra in je bila v celoti uničena med eksplozijo leta 1866, z izjemo manjšega dela oboka v zahodnem delu sobe.
Leta 1930 je nadškof Timotheos Veneris v spomin na dogodke leta 1866 postavil spominski napis, ki je bil vgrajen v vzhodno steno. Napis se glasi:
κι απάκρου σ' άκρο φώτισε τη δοξασμένη Κρήτη,
ήτανε φλόγα του Θεού μέσα εις την οποία
Κρήτες ολοκαυτώθηκαν για την Ελευθερία
v prevodu
Plamen, ki osvetljuje globine te grobnice
je bil božji plamen, v katerem
Krečani so umrli za svobodo.

### Refektorij
Refektorij, kraj, kjer so menihi jedli, je ob severni ladji samostana. Zgrajen je bil leta 1687, o čemer govori napis pod vrati, ki vodijo na dvorišče refektorija. Na tem napisu lahko preberemo ime Neophytos Drossas.
S tega dvorišča se pride do igumanovega doma po stopnišču in refektoriju. Nad vrati v refektorij je v preklado vrat vgraviran napis v čast Device Marije in igumana Neofitosa Drosasa. Refektorij je pravokotna soba, dolga 18,10 m in široka 4,80 m. Pokriva ga obok. V vzhodnem delu so kuhinje.
Ta stavba, ki se od izgradnje leta 1687 ni spremenila, je kraj, kjer so potekali zadnji boji v napadu leta 1866. V lesu miz in stolov so še vidne sledi nabojev in mečev.

### Hospic
V severozahodnem delu samostana je hospic. Pred letom 1866 je bil na tem mestu igumanov dom, ki je bil v bitki popolnoma uničen. Bila je dvonadstropna stavba, katere pritličje je bilo kuhinjo in jedilnico. Iz jedilnice je vodilo stopnišče v veliko sobo, imenovano sinodalna soba, kjer so se menihi zbirali po bogoslužju.
Po letu 1866 je bila hiša zaradi pomanjkanja sredstev za obnovo več let v ruševinah. Proti koncu 19. stoletja je iguman Gabriel Manaris obiskal več mest v Rusiji, da bi poskušal zbrati sredstva za obnovo stavbe. Zbiral je denar, svete žare in duhovniška oblačila. Leta 1904 so pod vodstvom retimnskega škofa Dionisa hišo očistili in nadomestili s hospicem, ki je bil dokončan leta 1906.

### Hlevi
Zunaj samostana, približno 50 metrov od zahodnih vrat, so nekdanji samostanski hlevi. Leta 1714 jih je zgradil iguman Neofitos Drosas, kar je razvidno iz napisa nad vrati.
Stavba je dolga 23,9 metra in široka 17,2 metra. Razdeljena je na tri dele, vsak po 4,3 metra. Notranje in zunanje stene so široke 1 meter. Na streho vodi stopnišče. Stavba je služila kot zatočišče samostanskim živalim, hkrati pa je bila tudi prostor za kmečke delavce. Sledovi bitke leta 1866 so še vedno vidni predvsem na stopnišču in podbojih na vzhodni steni.

### Spomin na mrtve
Zunaj samostana, približno šestdeset metrov zahodno, je zgradba v spomin na žrtvovanje Krečanov, ki so umrli leta 1866. Ta spomenik, ki stoji na planoti, na kateri je samostan, dominira nad soteskami.
Posmrtni ostanki mrtvih ob obleganju leta 1866 so shranjeni v zastekljeni polici. Te kosti jasno kažejo bojne brazgotine in so prebodene s kroglami in urezninami z meči. Napis spominja na žrtvovanje padlih Krečanov:
Nič ni bolj plemenitega ali veličastnega kot umreti za svojo domovino.
Ta zgradba osmerokotne oblike je nekdanji mlin na veter, ki so ga kasneje spremenili v skladišče. Po obleganju je kratek čas služil kot kostnica, današnjo podobo pa je dobil leta 1910 na pobudo Dionisa, takratnega škofa v Retimnonu.
- Klet
- Hospic
- Lobanje žrtev eksplozije
- Spomenik